# 원미동
원미동(遠美洞)은 대한민국 경기도 부천시 원미구의 법정동이다.

## 개요
원미동은 원미산 아래 자리 잡은 아담하고 인정 넘치는 마을이다. 마을 뒤쪽으로 원미산이 있어 쾌적하고 주변에 부천종합운동장, 레포츠 공원 등 휴식공간과, 중앙도서관, 교육박물관, 만화박물관등 교육적인 여건도 좋은 곳이다. 중앙로 변에 있어 교통이 편리하고, 중동 신시가지나, 남부지역 모두 가까이 있는 부천의 중심이며, 대형 상가와 생산 공장이 없는 순수 주거지역이다.

## 지명 유래
원미동의 이름은 원미산에서 유래하였다. 옛날 부평군 관아의 동헌에서 이 산을 바라보면 일출과 일몰의 경관이 아름다워, 멀리서 본 모습이 아름답다 하여 붙은 이름이라고 한다. 1973년 부천시가 되기 이전에는 조종리(朝宗里, 조마루)라고 불렀는데, 이는 원래 조(曺) 씨 성이 주[宗]를 이루고 살았다고 하여 불린 이름이다.

## 인구
2010년 심곡동의 인구는 36,074명이고 이중 남자는 18,368명, 여자는 17,706명으로 남자가 많고 성비는 103.7이다.14세 이하의 유소년 인구의 비율은 13.9%로 부천시 평균 15.8%보다 낮고 노년 인구 비율은 7.7%이고, 가장 인구가 많은 연령대는 45~49세이다. 

2010년 원미동 인구구조

## 교육
- 부천북초등학교
- 부일초등학교
- 원미중학교

## 명소
- 원미산
- 향림사
- 부흥시장